# Устремски манастир
Вижте пояснителната страница за други значения на Света Троица.
Устремският манастир „Света Троица“ е действащ девически манастир от Сливенската епархия на Българската православна църква.

## Местоположение
Намира на 8 км югоизточно от Тополовград, в землището на село Устрем (на 2 км северозападно от селото). Разположен е в подножието на стръмно възвишение, а край него тече малка река, наречена Манастирска.

## История
Манастирът ”Света Троица” е неразривно свързан с юнашката смелост и гордост на хората от Сакарския край. Ако се идва от Тополовград, след с. Мрамор вдясно има отклонение за манастира. Пътят от Ямбол към обителта минава край с. Срем, кацнало на левия бряг на Тунджа. Надясно се очертават първите височини на Сакар, които се издигат стъпаловидно и се губят в синкавата омара на далечината. Отклонението за манастира се отбива наляво от пътя от с. Устрем за Тополовград. В зашумения дол, на чието дъно се вие Манастирска река, току под скалите са струпани купчина сгради, увенчани с бяла камбанария сред тъмната зеленина на дърветата. Там течението на водата прави завой надясно и сякаш се грижи да отдели обителта от останалия свят.
Според османски документи Вакъвският манастир (на името на село Вакъв, днешно Устрем) води началото си от Втората българска държава. През XI-XII век на около 500 метра над манастира съществувала скална църква, наречена „Вехтата църква“, за чиято връзка с манастира съществува следната легенда. По време на иконоборството във Византия (725 – 843 г.) в пещерата тайно се събирали на молитва християни от района и криели в нея две икони на апостолите Петър и Павел и на Светата Троица. Един ден старец козар сънувал, че при него идва Свети Петър, носещ в ръце ключове и го попитал защо държат иконите в пещерата. „Тук се събираме и се молим. – отвърнал козарят и добавил – А ти кой си?“ „Аз съм Свети Петър, който отваря и затваря църквите“. „Дай и на мене един ключ и аз да отворя една църква“ – примолил се старецът. Свети Петър му дал, той продал козите и с помощта на местното население издигнал черквата „Св. св. Петър и Павел“, при което параклисът (от времето на Втората българска държава) останал вграден зад олтара.
Изградени са и няколко допълнителни постройки, оформящи манастирски комплекс. От свода на пещерата „Вехтата църква“ сълзи вода, която в миналото са смятали за лековита и по големите празници хиляди болни хора идвали тук, за да получат изцеление. През 1787 г. при управлението на султан Махмуд I манастирът и църквата в него се наричали „Св. св. Петър и Павел“, а негов игумен бил хаджи Яни Георгиев. В края на XVIII и началото на XIX век в манастира са намирали подслон хайдутите Христо войвода, Индже войвода, Кара Кольо, Даалъ Стоян, Георги Гарабчи, Кара Добри, Ангел войвода и др. През 1812 г. Христо войвода, оттегляйки се от хайдутството, се замонашва под името Хрисант и става игумен на манастира до 1813 г., когато умира. Той влага всичките си пари за преустройството на църквата и разширяване на манастирския комплекс, построени били двете чешми в двора му. По това време при манастира се събирали ежегодно най-добрите майстори на музикални инструменти и свирачи от района, за да изберат дърво за клепало. В светата обител имало 12 дървени клепала, за чиято мелодичност се говорело чак в Одрин и Лозенград.
През 1818 г. епидемия от чума връхлетява района и много хора потърсили спасение в манастира. Тези, които оцелявали, в знак на признателност, правели дарения, с които били изградени хамбарът, готварницата и долните (северните и източните) стаи, които през 1951 г. са обхванати от пожар и са изгорели. През 1836 г. старата църква се срутва и на нейно място е построена църквата, която съществува до днес и носи името „Св. Троица“. Тя е трикорабна, едноапсидна, безкуполна каменна църква и е една от най-просторните в Южна България. Иконите в нея са от XIX век. През същата 1836 г. игумен на светата обител става Серафим от Одрин, след него осем години начело на светата обител бил Хрисант от село Кадънкьой (Одринско), а от 1858 до 1870 г. – Никандри, родом от село Вакъв (дн. Устрем). При него са построени помещенията, намиращи се над портата на манастира. Манастирът е разполагал с 10 чифта волове, 2500 овце и кози, 320 глави едър рогат добитък и коне. Той става приют за болни и сакати от цялата страна, като броят им достигал до 60 – 70 души. Периодът на управлението на Никандри съвпаднал с борбата за самостоятелна българска църква и гръцкото духовентво успяло да го прогони от манастира – на 29 юни 1870 г. той заминал за Света гора, а на негово място за игумен бил избран гъркът Андон, родом от с. Голям Манастир.
През 1881 г. на празника на Света Троица многобройно българско население от Каваклийско и Къзълагачко се стекло край манастира и поискало отчет от игумена. Той обаче избягал в Кавакли, откъдето съобщил, че книжата са изгорени по време на Руско-турската война от 1878 г. Българите от селата Вакъв и Ново село (дн. Мрамор) завели дело срещу манастира за отнемане на земи от мерата, което спечелили. През този бурен период за кратко игумени на манастира „Св. Троица“ били хаджи Димо Попхристов от с. Козлуджа (дн. Орешник), свещеномонахът от Света гора Ананий, свещеник Панайот Димитров от с. Дуганово (дн. Капитан Петко войвода), който бил последният гръцки игумен. След множество проблеми и превратности на 5 май 1898 г. манастирът минал под духовното ведомство на българската Сливенска митрополия и за негов игумен бил назначен Стефан Никита, който за кратко време успял да стабилизира финансовото положение на обителта и да ѝ върне българския характер. Той бил управител до 1 декември 1906 г. и бил наследен от монаха Харитон, ръководил манастира до 1909 г.
С назначаването на 16 август 1909 г. за игуменка на Евпраксия манастирът става девически с около 30 – 40 монахини, които дошли от манастира „Св. Теодор Студит“ край с. Соуджак (дн. Студена). Тя била много енергична игуменка, която за краткото си почти едногодишно управление успяла да стабилизира манастира, обиколила почти цяла България, ходила дори в Русия, и донесла много парични помощи, с които били изплатени дълговете на обителта, снабдила го с много икони, дверни завеси, плащаница, одежди и др. След смъртта ѝ, от 21 март 1910 г. управителка е монахинята Агата. По нейно време манастирското братство се състояло от 12 монахини, а обителта притежавала 875 дка земя, 33 крави и 250 овце и кози. След Агата игуменки на манастира били монахините Ирина, Харитина, Ефимея, Евпраксия, Филотея и Ефросиния.
Всяка година на храмовия празник „Св. Троица“ край манастира се е провеждал голям панаир, на който идвали търговци от близки и далечни краища на Османската империя, от Гърция, и дори от Египет. Продавали се всички видове селскостопански инвентар, добитък, хранителни стоки. Организирали се и народни борби, на които идвали борци от Одрин и Цариград. Според някои данни, които обаче не са исторически доказани, манастирът „Св. Троица“ е наследник на прочутата през Средновековието философска школа на Григорий Синаит.
Манастирът „Св. Троица“ е обявен паметник на културата и действащ девически манастир в Сливенска епархия заедно с Каракольовата дупка. Всяка година на християнския празник Петдесятница в околностите на манастира пак се провежда събор ”Св. Троица”, на който се организират надпявания и борби, любим местен спорт с дълбоки традиции. Земите около манастира са обявени за природна забележителност през 1971 г. Върху едноименната защитена територия „Св. Троица“ (115 ха) са запазени вековни гори и скалисти склонове. Интерес представляват флората и фауната в карстовия район на запад от манастира, където има интересни спелеоложки обекти и карстови образувания.